# José Rafael Bustamante
José Rafael Bustamante Cevallos (Quito, 19 de agosto de 1881 - Ibidem, 14 de abril de 1961) fue un político y escritor ecuatoriano.
Su carrera abarcó la literatura y el periodismo, donde denunció abusos del poder militar, y la política, con roles importantes en el gobierno, incluyendo Ministro Plenipotenciario, Canciller y Vicepresidente interino. Publicaría su aclamada novela "Para matar el gusano" en 1912 siendo una de las primeras en publicarse en el contexto del modernismo en Ecuador y destacó por su estilo y calidad. Tras renunciar a un gobierno militar, se dedicó a la academia, siendo Decano de la Facultad de Filosofía y Letras, y desarrolló su influyente libro "Filosofía de la Libertad".

## Biografía

### Primeros años y estudios
Fue hijo de Rafael Bustamante Sánchez, agricultor y de una madre quiteña, Josefina Cevallos y Cevallos. Formó parte de una familia acomodada en Quito. Desde temprana edad, recibió formación en instituciones religiosas, donde destacó por su aguda inteligencia, su carácter reflexivo y su fuerte apego a la libertad. A los doce años, sufrió la pérdida de sus padres, un acontecimiento que marcó profundamente su vida y personalidad. Con el apoyo de familiares, continuó su educación, obteniendo el título de Bachiller en Filosofía y Literatura antes de iniciar estudios de jurisprudencia. Durante esta etapa, sobresalió por su talento y su inclinación introspectiva, encontrando en la soledad un espacio para meditar sobre los problemas de su país.
En 1902, representó a la Universidad Central en un congreso estudiantil en Caracas. A su regreso, asumió la administración de la hacienda familiar, lo que interrumpió su desarrollo profesional, pero le permitió fortalecer la economía del hogar y contribuir a la educación de sus hermanos. En este período, incursionó en la literatura con la publicación de Dos Solitarios. Este libro evocaba su orfandad y fue su puerta de entrada a los círculos literarios de la capital. Además, en estos años se vinculó al partido liberal.

### Carrera literaria y política

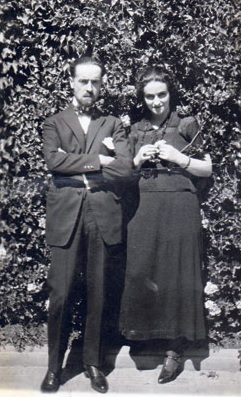
Hipatia Cárdenas y José Rafael Bustamante.

En 1910, la revista La Ilustración Ecuatoriana lo incluyó en su serie Los Contemporáneos. Dos años después, en 1912, ingresó a la Sociedad Jurídico-Literaria y cofundó el periódico El Día. En este diario empezó a denunciar los excesos del poder militar. Durante estos años formó parte de la oposición al gobierno de Leonidas Plaza. En 1915, contrajo matrimonio con Hipatia Cárdenas Navarro, notable escritora y sufraguista. Además publicaría su novela Para matar el gusano que se lleva a cabo en el campo de Ecuador, y forma parte del corpus de narrativa modernista de Ecuador. Se caracterizó por la justeza de palabras y el enfoque en la descripción de los lugares, así como las reflexiones de los personajes, de manera similar a lo que sería Égloga trágica de Gonzalo Zaldumbide.
Cuatro años más tarde formó parte del gobierno de Baquerizo Moreno, quien también sería escritor. Sería Encargado de Negocios en Chile. También formaría parte del gobierno del presidente Tamayo como Ministro Plenipotenciario. Sería reconocido como escritor y lograría ingresar a la Academia Ecuatoriana de la Lengua en1921. Continuaría su carrera como servidor público cuando asumió la Cancillería de este país mientras se estaban discutiendo los límites entre Ecuador, Colombia y Perú como parte del Tratado Salomón-Lozano. Formó parte del Senado y lideró la Cámara del Senado y el Congreso Extraordinario de 1923. Esta notoriedad política le permitiría formar parte del gobierno cívico militar que daría el golpe a Gonzalo S. Córdova en la ahora llamada "Revolución Juliana" de 1925, junto a Luis Napoleón Dillon, Pedro Pablo Garaicoa, Francisco Arízaga Luque, Francisco J. Boloña y el general Francisco Gómez de la Torre.

### Carrera académica
No obstante, a pesar de esto, sus convicciones por la libertad y su rechazo por el uso de la fuerza lo hicieron renunciar a este grupo a los tres meses. Dos años más tarde escribiría el ensayo muy influyente titulado Las dos Américas y continuaría su carrera pero ahora en la academia llegando a ser el Decano de la Facultad de Filosofía y Letras de la Universidad Central. Además como parte de su vínculo con la literatura se integraría al grupo que fundarían la Revista América, sería presidente de la Academia Ecuatoriana de la Lengua. Posteriormente llegaría a ser presidente vitalicio de dicha institución.
Durante estos años empezaría a hacer las investigaciones acerca de la libertad para escribir su libro. En el año de 1938, junto a su esposa estudiaría las dictaduras en Ecuador, fundamentando su rechazo a la dictadura de Federico Páez y Enriquez Gallo. Algo que le preocupaban, al igual que el escritor Isaac J. Barrera quien las consideraba una de las causas del atraso de Ecuador. Además empezaría a construir su filosofía de la libertad que la iba presentado poco a poco en conferencias hasta que publicaría finalmente su libro titulado justamente Filosofía de la Libertad, lo que le hizo ganar notoriedad en su país y fue una contribución a la filosofía de Ecuador junto a los escritos de José Peralta y Julio E. Moreno. Prologaría además el libro de Luis Pallares Zaldumbide titulado "En busca de valores (liberalismo, estirpe y patria)".

### Regreso a la política y últimos años
Bustamante vivió después de la Revolución Juliana una de las épocas más inestables en la historia política de Ecuador, incluyendo la época colonial. Se caracterizó por su compromiso fuerte con la democracia y la búsqueda del orden y el respeto por la constitución. Además luchó por la integridad territorial de Ecuador y editó varias publicaciones defendiendo la tesis ecuatoriana. Su oposición a Enríquez Gallo, quien había expulsado a los judíos de Ecuador en su mandato le hizo luchar continuamente contra el antisemitismo, apoyando la creación de un refugio para los judíos en Palestina.
Años más tarde fue vicepresidente de Ecuador después de la caída de una breve dictadura y asumió el cargo de manera interina, durante el gobierno de Carlos Julio Arosemena Tola. En sus últimos años, la decadencia del Partido Liberal lo desilusionó, dejándolo perplejo ante los cambios políticos y sociales. Después de esto se retiraría de la vida política manteniendo siempre la integridad. Durante su vejez, su salud comenzó a deteriorarse y a los casi ochenta años, el 14 de abril de 1961, fallecería. Gonzalo Zaldumbide lo recordaría de esta manera a su muerte: sabio y santo, nos privó de su amistad, que constituía justo orgullo nuestro. Poco después se escondió en las sombras de la muerte un varón que era todo esplendor y armonía cívicos: José Rafael Bustamante, paladín infatigable de la libertad, maestro esclarecido de bien obrar.
Como homenaje póstumo y para mantener viva su obra, en el 2006 se publicaría su volumen "De la filosofía y otros ensayos" por la Universidad Alfredo Pérez Guerrero y su centro cultural, dirigido por Raúl Pérez Torres. Ahí se recogen algunos ensayos filosóficos y literarios de Bustamante que serían escritos para distintas revistas en las que él colaboró. Se considera a José Rafael Bustamante como un ensayista y la filosofía como su principal fortaleza, siendo él uno de sus exponentes en el siglo XX. Su pensamiento a lo largo del resto de su obra es coherente y guarda estrecha relación.

## Obra

### Para matar el gusano
Su novela Para matar el gusano fue analizada por Gladys Valencia en su libro "El círculo modernista ecuatoriano" en 2007, llegando describiendo de esta manera el contexto y la estética.

En el año 1912 aparece José Rafael Bustamante con su. novela "Para matar el gusano", texto que inaugura un debate en el que se pone en juego un nuevo elemento de interpretación de las tensiones subyacentes al modernismo en el Ecuador. El modernista se posiciona frente al cultivo de lo arcaico estableciendo cadenas de contrastes. Contrastes entre ciudad y campo, entre lo nuevo y lo tradicional, también entre lo democrático y lo aristocrático, mediante las cuales representa las tensiones y contradicciones que angustian al modernismo como proyecto y que son las contradicciones inherentes a la modernidad ecuatoriana. La imagen que nos ofrece bustamante de esta tensión se representa en un juego de contrastes entre el campo y la ciudad representados por un protagonista de clase media quiteña, un profesional educado en universidad laica y pública, un burócrata, es decir, un sujeto de las instituciones establecidas por el liberalismo. Como sabemos, se trata de un habitante de las instituciones modernas creado por la pluma de un modernista. Este personaje entra en tensión al desplazarse al campo en busca de ocio y encontra un mundo caracterizado por relaciones señoriales.
Gladys Valencia - El círculo modernista ecuatoriano

### Filosofía de la libertad
Como antecedente a este libro leería tres conferencias sobre la libertad como parte del Grupo América y posteriormente publicaría su "Filosofía de la libertad" a partir de su trabajo empírico realizado junto a su esposa Hipatia Cárdenas. Sería publicado como una crítica contra las dictaduras de Federico Páez y Alberto Enríquez Gallo y estudiaría este teman desde la antiguedad. Se vio muy influenciado por el escritor alemán Heinz Heimsoeth y la relación entre lo particular con lo general. Es un libro que aborda el tema de la libertad desde muchas escuelas filosóficas buscando penetrar en la esencia del concepto, divido en una serie de ensayos que empezaría a escribirlos en 1904 y los terminaría en 1961.
Su posición a favor del liberalismo no radical y su participación en la Revolución Juliana —con su temprana renuncia— marcaron su filosofía. Se sabía deudor del idealismo y de su postura en contra del positivismo cada vez más imperante y buscó desarrollar una filosofía que sirva de alternativa al advenimiento de la sociología como el sustituto definitivo. Influenciado por Heinz Heimsoeth, exploró la relación entre lo individual y lo general, analizando la libertad desde diversas perspectivas filosóficas a lo largo de ensayos escritos entre 1904 y 1961. Su pensamiento, enriquecido por Bergson y Guyot, abordó conceptos como el ser, el valor, la vida y la norma, dejando un legado filosófico que incluye también la obra póstuma "Esencia y existencia. Testamento filosófico".

#### Ética
Su enfoque principal, fue sin embargo, la relación entre lo uno y lo múltiple, que en lo político se traduce como la relación entre el individuo y la sociedad. Bustamante buscó armonizar ambos a lo largo de su vida, lo que expresó en sus dos obras más importantes, la "Filosofía de la libertad" y la novela "Para matar el gusano". Para Bustamante existía una unidad entre lo uno y lo múltiple y la libertad era un principio integrador de todos los factores de la totalidad, generando de esta manera un orden ideal y que trasciende el dominio natural, la política y la voluntad de poder. En este sentido el orden generado por la armonía que nace fruto de la aplicación de los principios liberales es trascendente, es decir está más allá del alcance de las personas.

#### Pedagógica
Su filosofía idealista, siendo Bustamante el líder de una generación que compartía esta visión, tuvo su efecto en la educación con el advenimiento a Ecuador de las Misiones Pedagógicas Alemanas entre los años de 1914 y 1924, que fueron importantes para la implantación del positivismo en Ecuador y fueron concebidas como una importante reforma al sistema educativo, recientemente declarado laico en la Revolución Liberal. La obra de Bustamante se entiende como una propuesta desde el idealismo a un percibido "vacío" en la filosofía liberal: la falta del concepto del ser nacional. El paso de Ecuador como país del Sagrado Corazón de Jesús a una república laica sin una definición positiva de este ser nacional, dejó un vacío que fue posteriormente llenado a través de la cultura, y la literatura como la base del "Cuento de la patria". Por esta razón se considera que su propuesta, y en general la visión liberal de una definición negativa (laicismo), en lugar de una propuesta positiva a través de la cultura no se consolidó como una alternativa. Este problema sería abordado por otros filósofos como Emilio Uzcátegui y Hernán Malo González. El segundo de ellos propondría "ecuatorianizar" la universidad ecuatoriana.

#### Estética
Su filosofía aunque no proveyó de una alternativa válida al positivismo en la pedagogía, es útil en la estética por la distinción entre deseo y normas, y la armonía que propone Bustamante entre ambas. Esto se logra a través de la identificación de esta distinción como una manera más de expresión de la distinción entre el uno y lo múltiple. Sus ideas sobre el arte serían expuestas en su texto de 1928 titulado "La claridad en la elocución", donde afirma que "La oposición de las artes materiales y espirituales reclama un arte superior que las concilie, un arte universal y absoluto, en el que la forma y la idea, el objeto y el sujeto sean inseparables. Este arte que, resumiendo todos los otros, construye, esculpe, pinta, canta, habla, piensa, es la poesía".

#### Política
Parte del sistema filosófico de Bustamante se puede recoger de sus escritos a manera de Prólogo del libro de Luis Pallares Zaldumbide, titulado "En busca de valores" publicado en 1956. Ahí afirmaría Bustamante que el liberalismo debe combatir para lograr su fin liberador los monopolios de la tierra y el capital, para de esta manera restaurar y difundir la propiedad privada, siguiendo a Hilaire Belloc, se debería estimular la cooperación y convertir a los trabajadores en socios. Para ello consideraba que las personas debían tener derecho a la explotación de los elementos naturales de la tierra, derecho al empleo de las facultades humanas y derecho sobre el producto de su trabajo. De esta manera se podría vencer la servidumbre y alcanzar la libertad.

## Obras publicadas

### Libros
- Dos solitarios, novela (1902)
- Para matar el gusano, novela (1912), 195 pp.
- Filosofía de la Libertad (1938), 458 pp.

### Ensayos, discursos y artículos
- Bolívar y Sucre, Panamerican Union 571[22]
- Discurso "Claridad en la alocusión" (1921)
- Las dos Américas (1927)
- Discurso por el Primer Centenario de la fundación de la República (1930)
- Carta a Max Uhle (1932)[23]
- Consideraciones sobre la libertad, tres conferencias (1938), 37 pp.
- Prólogo a García Moreno (1949)
- Prólogo a "Flor Celeste" (1919)
- Hablan dos hombres del 9 de julio, (1957)
- Filosofía, publicado en la Revista América (1935)
- La Causa del Ecuador, solidaridad de la Causa Universal (1941)
- De la filosofía y otros ensayos (2006)